# Max Knoll
Max Knoll (Schlangenbad, 17 juli 1897 – München, 6 november 1969) was een Duits elektrotechnicus. Samen met Ernst Ruska stond hij aan de basis van 's wereld eerste elektronenmicroscoop.
Knoll studeerde in München en aan de Technische Universiteit Berlijn waar hij promoveerde aan het Instituut voor Hoogspanningstechniek. In 1927 verkreeg hij aan de universiteit de leiding over een elektronenonderzoeksgroep waarvan ook Ruska deel uitmaakte. Samen ontwikkelden ze in 1931 de eerste elektronenmicroscoop. In april 1932 trad hij in dienst van Telefunken in Berlijn waar hij ontwikkelingswerk deed op het gebied van beeldbuizen. Gelijktijdig was hij privaatdocent aan de Technische Universiteit. 
Na de Tweede Wereldoorlog was hij buitengewoon hoogleraar aan de universiteit van München en directeur van het Instituut voor de Elektrogeneeskunde. In 1948 vertrok hij naar de Verenigde Staten waar hij van 1948 tot 1956 professor elektrotechniek en elektronenoptica was aan de Princeton-universiteit. Aansluitend keerde hij terug naar München waar hij de leiding kreeg over het pas opgerichte Instituut voor Elektronica.
Daar was hij betrokken bij een serie experimenten met het opwekken van fosfenen door het elektrisch stimuleren van de hersenen van hemzelf en andere proefpersonen. In 1966 ging hij met pensioen en overleed drie jaar later op 72-jarige leeftijd.
Voor zijn bijdrage aan de ontwikkeling van elektronenmicroscopie vielen hem verscheidene onderscheidingen ten deel, waaronder de zilveren Leibnizmedaille van de Pruisische Academie van Wetenschappen in 1941, een eredoctoraat van de universiteit van Tübingen (1965) en erelidmaatschap van de Duitse Sociëteit voor de Elektronenmicroscopie (1967).